# Брусњица
Брусњица (слч. Brusnica) насељено је мјесто са административним статусом сеоске општине (слч. obec) у округу Стропков, у Прешовском крају, Словачка Република.

## Становништво
| Година:    | 1994. | 2004.    | 2014.   | 2024.    |
| ---------- | ----- | -------- | ------- | -------- |
| Број људи: | 324   | 408      | 412     | 293      |
| Разлика:   |       | +25,92 % | +0,98 % | -28,88 % |

| Година:    | 2023. | 2024.   |
| ---------- | ----- | ------- |
| Број људи: | 297   | 293     |
| Разлика:   |       | -1,34 % |

Према подацима о броју становника из 2024. године насеље је имало 293 становника.